# Paraguay megyéi
Paraguaynak 17 megyéje (departmento) van. A Főváros Asunción külön egységnek számít. A megyék élén választott kormányzók állnak.
| 1. Alto Paraguay megye (Fuerte Olimpo) 2. Alto Paraná megye (Ciudad del Este) 3. Amambay megye (Pedro Juan Caballero) 4. Asunción (Asunción) 5. Boquerón megye (Filadelfia) 6. Caaguazú megye (Coronel Oviedo) 7. Caazapá megye (Caazapá) 8. Canindeyú megye (Salto del Guairá) 9. Central megye (Areguá) 10. Concepción megye (Concepción) 11. Cordillera megye (Caacupé) 12. Guairá megye (Villarrica) 13. Itapúa megye (Encarnación) 14. Misiones megye (San Juan Bautista) 15. Ñeembucú megye (Pilar) 16. Paraguarí megye (Paraguarí) 17. Presidente Hayes megye (Pozo Colorado) 18. San Pedro megye (San Pedro) |